# Alphitoaphis
Alphitoaphis  (лат.) — род тлей из подсемейства Aphidinae (Macrosiphini). Неарктика (США).

## Описание
Мелкие насекомые желтовато-коричневого или красновато-пурпурного цвета, длина около 2 мм.
Ассоциированы с растениями рода Жимолость (Lonicera). Жизненный цикл неизвестен.
- Alphitoaphis lonicericola (Williams, T.A., 1911)
  - =Aphis lonicericola